# Fort Frederica
Fort Frederica ist ein Fort und eine Ansiedlung aus der britischen Kolonialzeit in Nordamerika. Es liegt auf der Insel St. Simons Island im Glynn County in Georgia. Das Fort wurde 1736 im Marschland des Mündungsdeltas des Altamaha River an einem nach der Siedlung Frederica River genannten Seitenarm errichtet, um den Schiffsverkehr vor der Küste zu kontrollieren und so die Grenze zwischen den britischen Kolonien (insbesondere der neugegründeten Kolonie Georgia) und dem spanischen Florida zu schützen. Am 26. Mai 1936 unterzeichnete Präsident Franklin D. Roosevelt die Widmung des Forts als Gedenkstätte vom Typ eines National Monuments. Zur Ausführung kam dieser Beschluss allerdings erst am 10. September 1945.

## Geschichte
Im frühen 18. Jahrhundert war der heutige Staat Georgia als das Land zwischen der britischen Kolonie South Carolina und dem von den Spaniern beherrschten Florida ständiger Zankapfel eines jahrhundertealten Streites zwischen Spaniern und Briten. Im Jahre 1736 errichtete General James Oglethorpe als Gründer der Kolonie Georgia am Frederica River mit Hilfe von englischen, schottischen, deutschen und Schweizer Kolonisten Stadt und Fort Frederica, in der sich auch Muskogee-Indianer, teils auch als Creek-Indianer bezeichnet, vom Stamm der Yamacraw niederließen. Benannt war die Ansiedlung nach Friedrich Ludwig von Hannover (1707–1751), als Frederick Louis, Prince of Wales. Um jedoch eine Verwechslung mit Fort Frederick in South Carolina auszuschließen, wählte man die weibliche Form des Namens. Der Komplex war vollständig mit Palisaden, Wall, Graben, sowie einem Glacis umgeben. Das kleine, gemauerte Fort befand sich als Zitadelle innerhalb der Umwallung und lag direkt am Flussufer.
Im Jahre 1740 zog Oglethorpe von Frederica nach Florida und belagerte vergeblich die bei dem heutigen St. Augustine gelegenen spanischen Forts Castillo de San Marcos und Fort Matanzas.
1742 griffen spanische Truppen aus Florida und Kuba die Insel St. Simons an. Durch die von Oglethorpe veranlassten Abwehrmaßnahmen kam es zunächst zur Schlacht Battle of Bloody Marsh, als Teil der auch War of Jenkins’ Ear genannten Kampfhandlungen. Hierbei attackierte Teile des 42. Infanterieregiments und des Regiments der Dariene Highlanders unter Lieutenant Patrick Sutherland eine spanische Erkundungsabteilung, bei der lediglich (nach spanischen Angaben) sieben Gefallene zu beklagen waren. Zunächst setzten die Spanier ihre Kampagne zur Eroberung der Insel fort, doch gelang es Oglethorpe immer wieder, sie auszumanövrieren, sodass die Spanier schließlich aufgaben und sich nach Florida zurückzogen. Dass die Briten letztendlich die Oberhand behalten hatten, festigte ihre Situation in diesem Teil des Landes. Georgia blieb somit unter britischer Herrschaft.

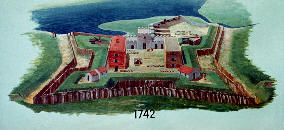
Historische Ansicht aus dem Jahr 1742

Nachdem die spanische Gefahr gebannt und ein Friedensvertrag zwischen den beiden Parteien geschlossen worden war, kam 1748 auch das Ende für Fort Frederica. Das hier stationiert gewesene Infanterieregiment 42nd Regiment of Foot unter Colonel James Oglethorpe wurde aufgelöst, die Bewohner verließen die durch die ständige Mückenplage unwirtliche Stätte. Ein Teil von ihnen kehrte nach Europa zurück. Das Fort verfiel.

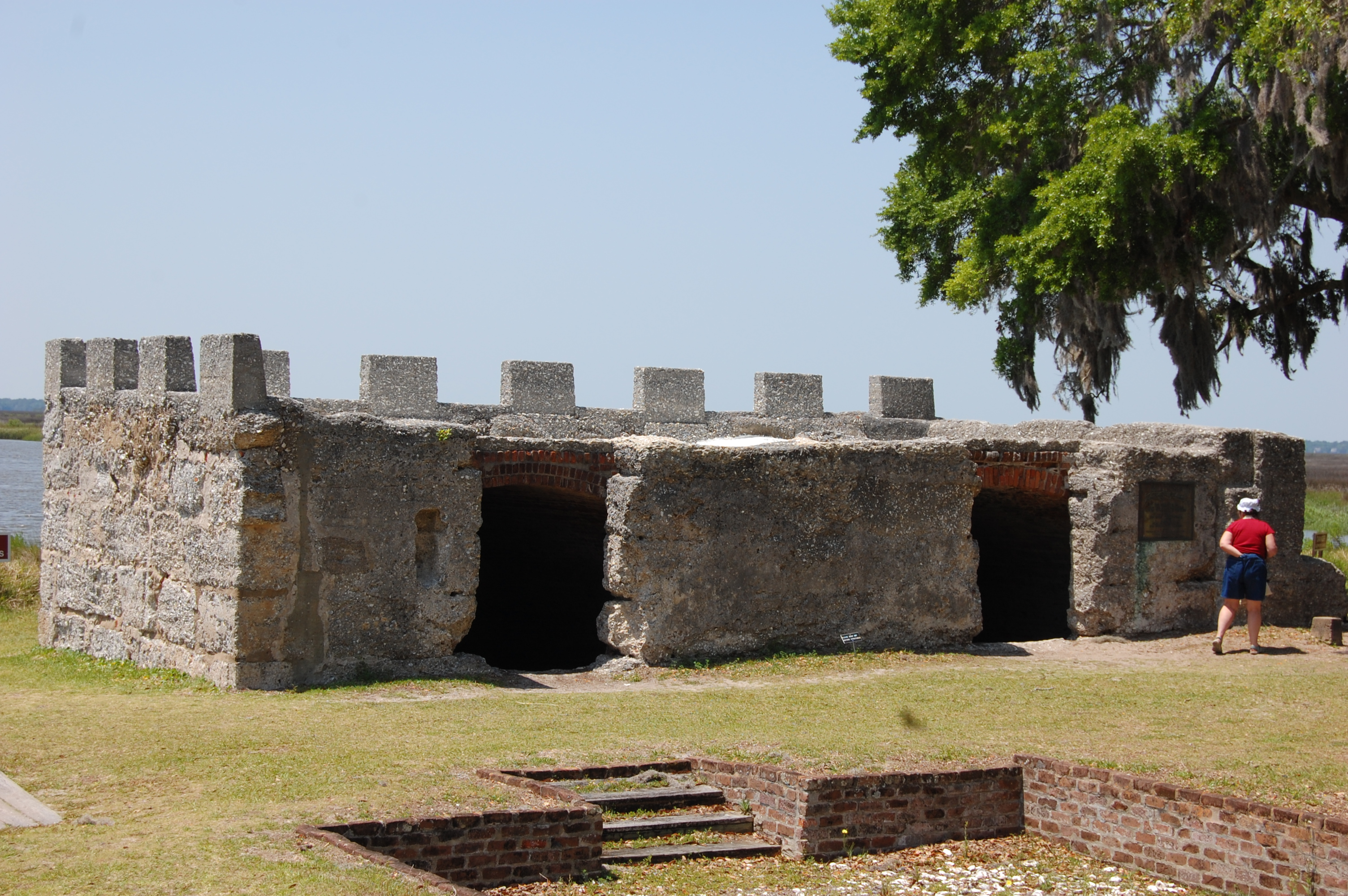
Rekonstruktion des Magazins, direkt am Ufer

## Heutige Situation
Der Standort von Fort Frederica wurde am 26. Mai 1936 zum National Monument erklärt. Im Jahr 1947 begannen der National Park Service und die Ft. Frederica Association mit archäologischen Ausgrabungen auf dem Gelände der ehemaligen Ansiedlung. Mit Hilfe von Landkarten aus dem 18. Jahrhundert und anderweitigen Aufzeichnungen aus der Zeit als Leitfaden, begann man die Anlage freizulegen. Am 15. Oktober 1966 wurde es in das Nationale Register der Historischen Stätten (National Register of Historic Places) aufgenommen. Fort Frederica ist für den Publikumsverkehr geöffnet, es gibt ein Besucherzentrum mit Ausstellung zur Kolonialzeit und der einheimischen Yamacraw-Indianer. Mehrmals pro Monat finden Living History-Vorführungen in historischen Kostümen statt. Teile der Befestigung sind in ihren archäologisch ermittelten Dimensionen rekonstruiert, um Besuchern einen Eindruck von der Anlage zu vermitteln.